# Senior (Röyksopp)
Senior is het vierde studioalbum van het Noorse duo Röyksopp. De geplande verschijningsdatum is 13 september 2010. Senior is tegelijkertijd opgenomen met Junior, dat in het voorjaar van 2009 verscheen. Aanvankelijk zou Senior later dat jaar uitkomen, maar om onduidelijke redenen werd de uitgifte herhaaldelijk uitgesteld.
Het album telt negen nummers en geldt als een instrumentale, donkere tegenhanger van Junior. Vanwege de afwezigheid van vocals doet het album ook weer meer denken aan hun debuutalbum Melody A.M. uit 2001. Van het album verschijnt (vooralsnog) geen single, omdat de negen nummers als één geheel moeten worden gezien.

## Nummers
1. "...And The Forest Began To Sing" - 1:52
2. "Tricky Two" - 7:53
3. "The Alcoholic" - 5:12
4. "Senior Living" - 5:11
5. "The Drug" - 6:00
6. "Forsaken Cowboy" - 5:30
7. "The Fear" - 7:03
8. "Coming Home" - 5:07
9. "A Long, Long Way" - 4:02

## Hitnoteringen

### NederlandseAlbum Top 100
| Hitnotering: 18-09-2010 t/m 25-09-2010 | Hitnotering: 18-09-2010 t/m 25-09-2010 | Hitnotering: 18-09-2010 t/m 25-09-2010 | Hitnotering: 18-09-2010 t/m 25-09-2010 |
| Week                                   | 1                                      | 2                                      |                                        |
| -------------------------------------- | -------------------------------------- | -------------------------------------- | -------------------------------------- |
| Nummer                                 | 41                                     | 71                                     | uit                                    |

### VlaamseUltratop 100Albums
| Hitnotering: 18-09-2010 t/m | Hitnotering: 18-09-2010 t/m | Hitnotering: 18-09-2010 t/m | Hitnotering: 18-09-2010 t/m | Hitnotering: 18-09-2010 t/m | Hitnotering: 18-09-2010 t/m |
| Week                        | 1                           | 2                           | 3                           | 4                           | 5                           |
| --------------------------- | --------------------------- | --------------------------- | --------------------------- | --------------------------- | --------------------------- |
| Nummer                      | 71                          | 21                          | 43                          | 47                          | 85                          |